# Jean-Jacques Duréault
Pour les articles homonymes, voir Duréault.
Jean-Jacques Duréault est un homme politique français né le 4 février 1824 à Burzy (Saône-et-Loire) et mort le 27 octobre 1890 à Sologny.

## Biographie
Ingénieur en chef des Ponts et Chaussées, il participe à la construction du canal du Centre. Il est représentant de Saône-et-Loire de 1871 à 1876 et siège au centre gauche.

## Sources
- « Jean-Jacques Duréault », dans Adolphe Robert et Gaston Cougny, Dictionnaire des parlementaires français, Edgar Bourloton, 1889-1891 [détail de l’édition]